# آرامگاه بی‌بی شاه زینب
بقعه بی‌بی شاه زینب مربوط به دوره صفوی است و در ۳۰ کیومتری کاشان در فاصله راه قم واقع شده و این اثر در تاریخ ۱۱ بهمن ۱۳۵۵ با شمارهٔ ثبت ۱۳۵۴ به‌عنوان یکی از آثار ملی ایران به ثبت رسیده است.